# ヨハネス・デ・ペイスター
ヨハネス・デ・ペイスター（英語: Johannes de Peyster、1666年 - 1719年）は、ニューヨーク市長（1698年 - 1699年）。

## 生涯
1666年にニューヨークでヨハネス・デ・ペイスター・シニアとコーネリア・ロバーツ・デ・ペイスターの間に生まれた。オールバニ生まれのアンナ・バンカー（エバート・バンカー (オールバニ市長)の姉妹）と結婚した。市長としての植民地の会議に参加した。
ヨハネスの弟エイブラハム・デ・ペイスターは1691年から1694年までニューヨーク市長を務めた。彼の後を義兄弟のデイビッド・プロボストが継いだ。彼の息子ヨハネスはオールバニの市長を務めた。いくつかの情報源によると、息子ヨハネスは、"Johannes de Peyster II" その息子（つまり孫）"III" として知られていた。